# Otto Åhlström
Otto Åhlström född Otto Albert Konstantin Åhlström 25 juni 1904 i Stockholm död 2 december 1955, svensk skådespelare och köpman. 

## Filmografi (urval)
- 1944 – Vi behöver varann
- 1941 – Landstormens lilla argbigga
- 1940 - Vi Masthuggspojkar
- 1940 – Stål
- 1940 – Romans
- 1939 – Landstormens lilla Lotta
- 1939 - Herr Husassistenten
- 1937 - Klart till drabbning
- 1936 – Johan Ulfstjerna
- 1934 – Uppsagd
- 1933 - Vad veta väl männen -